# 좌파연합 (스페인)

좌파연합(스페인어: Izquierda Unida, 약칭 IU)은 스페인의 정당 연합으로 1986년 좌익 ~ 극좌 성향의 정당·단체 연합으로 결성되었다.
7개의 정당으로 구성되어 있으나, 그 중에서도 스페인 공산당(PCE)만이 전국 단일 활동을 하고 있는 구성원이다. 나머지는 비교적 소규모의 지역 정당, 단체, 무소속 등을 포함하고 있다.